# Потребителски профил
Потребителският профил (или само профил, когато се използва в контекст) е визуалното представяне на набор от (лично) предоставени  лични данни и информация, свързани с конкретен компютърен или онлайн потребител. Профилите са експлицитно дигитално представяне на потребителската онлайн самоличност. Те могат да се приемат за онлайн и прочее репрезентация на определен онлайн или системен потребител (виж потребителско моделиране) в компютърните системи.
Потребителски профили могат да бъдат открити и в операционните системи, като Microsoft Windows и OS X , компютърни програми, системи за препоръки или динамични уебсайтове (напр. сайтове на социални мрежи или форуми). При тях освен предоставянето на информация, която е показвана за другите потребители, като никнейм, аватар и други, може да има и лично настройване и избор на изгледа (персонализация) на даден сайт или например операционна система, както и „скрити“, тоест видими само за потребителя и оператора (администратора) данни, които са съхранени.

## В адаптивната хипермедия
Профилът може да се използва за съхраняване на описание на характеристиките на потребителя. Тази информация може да се използва от системите, като се вземат предвид характеристиките и предпочитанията на потребителя. Например профилите могат да бъдат използвани от системи за адаптивна хипермедиа, които персонализират взаимодействието между потребителя и компютъра.
Профилиране се нарича процесът, който се отнася до изграждането на профил чрез извличане от набор от данни.[необходимо е уточнение]